# Код куће је најгоре
Код куће је најгоре (енгл. My Family Right or Wrong) је књига познатог израелског писца Ефраима Кишона. Једна је од његових најпревођених књига. Инспирацију за своје приче налазио је у свакодневним ситницама породичног живота. Као врстан хумориста, још једном доказује како наизглед обична свакодневница крије у себи обиље смешних ситуација којима се од срца смејемо јер у њима препознајемо и нас саме.